# Бакдакули
Бакдакули (Салтычай, авар. Бакъдакули) — река в России, протекает в Республике Дагестан. Устье реки находится в 19 км от устья Каракойсу по правому берегу (впадает в Гергебильское водохранилище). Длина реки составляет 24 км, площадь водосборного бассейна — 87 км².
Протекает по ущелью Салтинская теснина, образуя Салтинский водопад. Водопад прорывается сверху через отверстие в сплошной скале.

## Данные водного реестра
По данным государственного водного реестра России относится к Западно-Каспийскому бассейновому округу, водохозяйственный участок реки — Сулак от истока до Чиркейского гидроузла. Речной бассейн реки — Терек.
Код объекта в государственном водном реестре — 07030000112109300001183.

## Этимология
Названия Бакъдакули (рус. Хутор на солнечном склоне ) произошло от аварских слов «Бакъда» («на солнечном склоне») и кули (хутор).